# Doする!?パラダイス
『Doする!?パラダイス』（どーする!?パラダイス）は、玉越博幸による日本の漫画作品。

## 概要
『コミックボンボン』（講談社）において、2006年に連載された。全12話。
毎話各主人公の恋愛模様を主人公の目線で描いている。各回1話完結。この設定は作者の代表作『BOYS BE…』の初期に類似する。
主に登場人物は小学校高学年から中学生の設定であることが多く、これは掲載雑誌の対象年齢に合わせたものになっている。
話数カウントは「Simulation-」。
漫画の特徴として、主人公が毎回ある決断に迫られ、そこでいくつかの選択肢が用意され、読者にその選択を求める点がある。この選択によって主人公の運命が変わるが、最も良い選択肢が話の最後まで続き、悪い選択肢を選ぶと次のページでその話が終わるというコマ割りで構成されている。

## その他
- 『コミックボンボン』2005年9月号で読み切りの形として「Simulation 0」が掲載されている。それ以前の2005年5月号にはこの作品と同じジャンルの「ぼく＋（たす）」（竹中もとい・作）が読み切りで掲載されている。しかし、この漫画は連載されず、漫画の最終ページで恋愛エピソードの漫画化を募集する企画もそのままボツとなっている。しかし、この企画は新たに「Doする!?パラダイス」で受け継がれ、自分と好きな子の名前を募集し、それを元に漫画化を行うという企画となった。
- 単行本には各話のヒロインたちのプロフィールが収録されている。第1巻のみラフ画が掲載される。
- 第2巻の裏表紙には「ガチャガチャ」の桜庭ユリカが描かれており、巻末にはユリカのぬり絵が収録されている。

## 単行本
- 全3巻、全て390円（税別）

1. 2006年6月6日発売、ISBN 4-06-332050-2
2. 2006年10月17日発売、ISBN 4-06-332057-X
3. 2006年12月6日発売、ISBN 4-06-332062-6